# 新永春トンネル

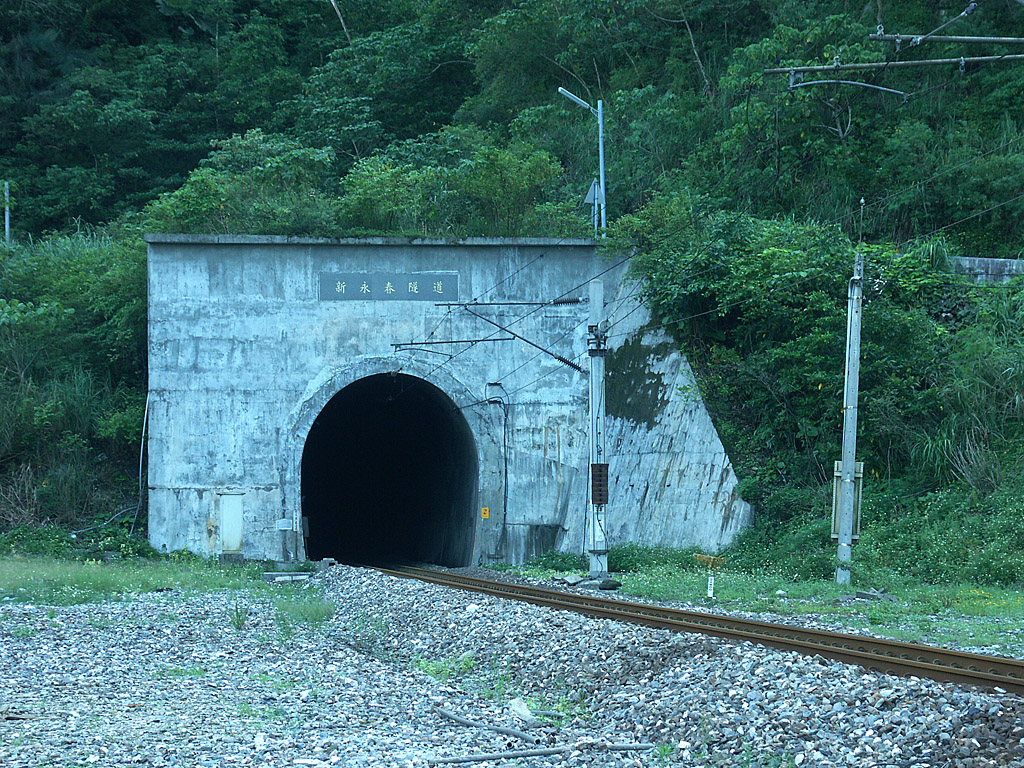
新永春トンネル

新永春トンネル（しんえいしゅんトンネル）は台湾宜蘭県の台湾鉄路管理局北廻線永楽 - 東澳間にあるトンネルである。全長4,460 mの単線トンネルでスラブ軌道を用いており、1979年に完成した永春トンネルに平行している。
本トンネルは北廻線の複線化時に新たに作られた。1995年8月に掘削を開始して、本来は2000年2月に完成予定であったが、工事の過程で大量の地下水が湧出して工程はかなりの遅れをきたした。施工部門では色々方策を練り、ルートを変更したり、熱した歴青モルタルを流して止水して湧水問題を抑える事に成功した。トンネルは2002年9月5日に貫通し、2003年7月4日に正式開通した。